# Abuja
Abuja è la capitale (1 568 853 abitanti) della Nigeria e capoluogo del Territorio della Capitale Federale. 
È una città pianificata e una delle capitali mondiali edificate e designate più recentemente, essendo stata decretata capitale il 12 dicembre 1991.

## Geografia fisica

### Territorio
La città è situata nel centro geografico del Paese e a nord della confluenza fra i fiumi Niger e Benue a circa a 480 km a nordest di Lagos, precedente capitale. 
Confina con gli Stati di Niger a ovest, Kaduna a nord, Nassarawa a est e Kogi a sud.
La città è situata al centro del Territorio della Capitale Federale, che ha un'estensione di 713,5 km quadrati.

### Clima
| Abuja               | Mesi | Mesi | Mesi | Mesi | Mesi  | Mesi  | Mesi  | Mesi  | Mesi  | Mesi  | Mesi | Mesi | Stagioni | Stagioni | Stagioni | Stagioni | Anno    |
| Abuja               | Gen  | Feb  | Mar  | Apr  | Mag   | Giu   | Lug   | Ago   | Set   | Ott   | Nov  | Dic  | Inv      | Pri      | Est      | Aut      | Anno    |
| ------------------- | ---- | ---- | ---- | ---- | ----- | ----- | ----- | ----- | ----- | ----- | ---- | ---- | -------- | -------- | -------- | -------- | ------- |
| T. max. media (°C)  | 34,7 | 36,8 | 36,9 | 35,6 | 32,7  | 30,6  | 29,1  | 28,9  | 30,0  | 32,0  | 34,4 | 34,6 | 35,4     | 35,1     | 29,5     | 32,1     | 33,0    |
| T. min. media (°C)  | 20,4 | 25,5 | 24,3 | 24,7 | 19,5  | 18,3  | 21,9  | 17,7  | 17,5  | 21,4  | 15,7 | 15,5 | 20,5     | 22,8     | 19,3     | 18,2     | 20,2    |
| Precipitazioni (mm) | 0    | 5,4  | 11,3 | 62,8 | 134,1 | 164,2 | 217,5 | 262,7 | 253,4 | 103,2 | 3,7  | 1,2  | 6,6      | 208,2    | 644,4    | 360,3    | 1 219,5 |

## Storia
Nel 1976 si decise di spostare la capitale federale da Lagos e fu scelto un territorio al centro del Paese per la nuova capitale. 
La città, costruita nella sede di un preesistente piccolo insediamento urbano, fu progettata dall'architetto giapponese Kenzō Tange, la costruzione cominciò nel 1976 e, in parte, continua tuttora a fasi alterne a causa della scarsità di finanziamenti.
Abuja divenne la capitale nel 1982, ma il riconoscimento ufficiale avvenne solo nel dicembre 1991.
Un attentato terroristico condotto la notte di Natale del 2011 contro la chiesa di Santa Teresa, alla periferia della città, ha provocato 27 morti.

## Monumenti e luoghi d'interesse

### Aree naturali
- Millennium Park: progettato dall'architetto italiano Manfredi Nicoletti, è uno dei siti cittadini maggiormente frequentati durante il tempo libero, e soprattutto nei fine settimana e nelle festività.

### Architetture religiose
- Moschea nazionale: costruita nel 1984.

## Società

### Religione
Sul panorama cittadino svetta la Moschea nazionale. La città è anche sede dell'Arcidiocesi di Abuja.

## Cultura

### Istruzione

#### Università
- Università di Abuja: fondata nel 1988.

## Geografia antropica

### Suddivisioni amministrative
Amministrativamente è divisa in sei distretti: 
- Municipal
- Abaji
- Gwagwalada
- Kuye
- Bwari
- Kwali

## Economia
Da un punto di vista economico la città, costituita prevalentemente da edifici amministrativi, non ha attività rilevanti. Recentemente, comunque, alle porte dell'area urbana e in adiacenza della costruenda tratta ferroviaria, che collegherà la capitale con Lagos e, in un secondo tempo, proseguirà verso nord è in corso di realizzazione il comprensorio commerciale-industriale di IDU.
Quest'area già vedeva la presenza di insediamenti di strutture industriali di rilevanza nazionale ed internazionale ma in forma disaggregata ed in quasi totale assenza di idonee opere infrastrutturali in grado di valorizzare ed esaltare appieno il potenziale delle realtà ivi operanti.

## Infrastrutture e trasporti

### Aeroporti
La città è servita dall'aeroporto Internazionale Nnamdi Azikiwe.

### Ferrovie
È in costruzione una linea ferroviaria che porta a Lagos. In città ha sede la Nigerian Railway Corporation.